# Trecento

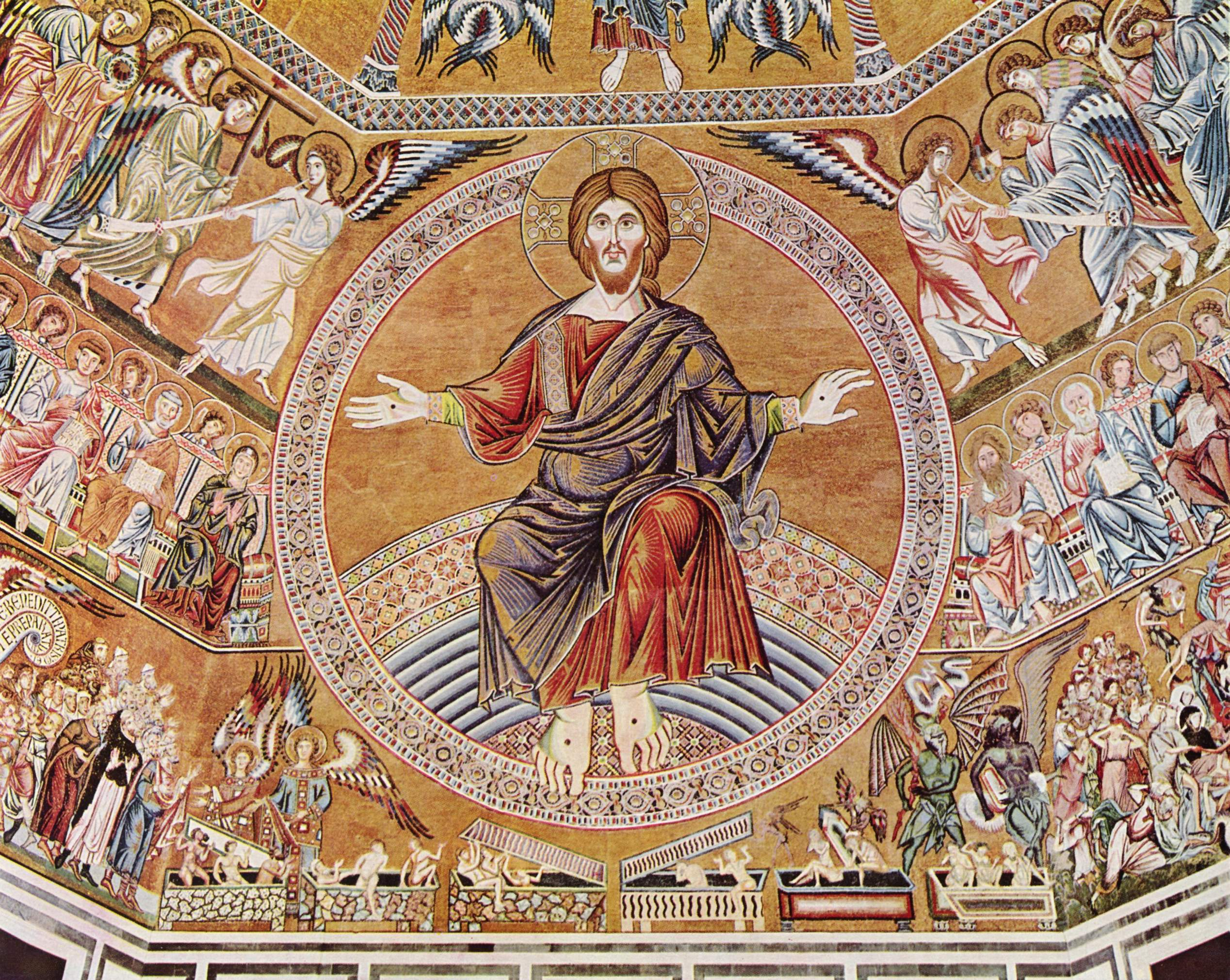
Mosaic del baptisteri San Giovanni, sobre el judici final - obra d'un mestre florentí, a prop de 1300

El Trecento és un període de la Història de l'Art que segueix a l'edat mitjana a Itàlia. La seva diferència ve del fet que aquest moviment acabarà al principi del Renaixement, fet que canviarà tot el panorama artístic europeu. Es va desenvolupar al llarg de tot el segle xiv, abans de la primera fase del moviment conegut com a Primer Renaixement, o Quattrocento. Es tracta d'un seguiment de l'art romà d'Orient.
La pintura del període va donar lloc a molts tríptics i usa senzills fulls d'or que representen el caràcter de Déu. Els personatges encara no estan ubicats en paisatges en els quals hi ha una perspectiva, així els pintors no poden posar fàcilment el sentit de profunditat en les escenes llargues.
L'art continua sent el de l'edat mitjana; com a conseqüència, els únics motius de representació procedeixen de la mitologia cristiana. Va ser just en el Quattrocento quan es va arribar a un punt de ruptura en el moviment artístic.
Els artistes de la ciutat de Pisa produeixen obres de tríptics religiosos, però la seva escola no seguirà en els segles següents. Com tots, van a Florència després de la seva conquesta militar del poder local.
Les parets dels monestirs de Toscana estan decorades amb frescos que mostren petits àngels davant de fons blaus (el cel), que consten només de caps rossos de nadons que somriuen, amb ales: es diuen angelets en els termes de la Història de l'Art.
Entre els florentins especialitzats en frescs destaca el nom de Giotto, a qui s'atribueixen les superbes obres de la Capella dels Scrovegni i la sèrie de la vida de sant Francesc. Giotto inaugura la tridimensionalitat de l'art mural italià, i dona així un tall radical amb el romà d'Orient i obre el camí per als volums i l'humanisme del Renaixement italià.